# Die tolle Lola (1954)
Die tolle Lola ist ein 1953 gedrehtes, deutsches Filmlustspiel von Hans Deppe mit Herta Staal und Wolf Albach-Retty in den Hauptrollen. Die Geschichte basiert auf der gleichnamigen Operette (1919) von Hugo Hirsch, Gustav Kadelburg und Arthur Rebner.

## Handlung
Die lebhafte und fröhliche Pariserin Lola Cornero ist eine temperamentvolle Tänzerin, die im Berliner Varieté von Direktor Carlo Werner auftreten soll. Dass sie sich in ihn verliebt, hat er jedoch bislang noch nicht mitbekommen. In der Künstlerpension der bodenständigen und lebenserfahrenen Nelly holt sich die verzweifelte Lola Rat. Nelly rät ihr, vor ihrem Angebeteten so zu tun, als führe sie eigentlich ein unglaublich aufregendes Leben, um sich für ihn interessant zu machen. Dabei soll ein früherer Bekannter Lolas, der junge Wissenschaftler Dr. Hugo Bendler, helfen. 
Der hat aber derzeit ganz andere Dinge im Kopf, plant er doch gerade die Verlobung mit der Tochter seines einstigen Professors. Bald sorgen Lolas kuriose Einfälle für allerlei Verwicklungen und ein großes Durcheinander in ihrem eigenen und auch in Hugos Leben. Außerdem folgen auch noch andere Beteiligte Nellys Beziehungsratschlägen, sodass bald das Gefühlschaos perfekt ist. Am Ende haben jedoch mehrere Menschen zueinander gefunden, und nach dem Premierenabend gesteht Direktor Carlo der tollen Lola seine Liebe.

## Produktionsnotizen
Die Dreharbeiten zu Die tolle Lola fanden im Herbst 1953 in Berlin statt. Die Uraufführung erfolgte am 29. Januar 1954 in Kassel. Die Berliner Premiere war am 17. April desselben Jahres.
Wilhelm Gernhardt, Hans Speer und Johannes Frank waren die Produktionsleiter. Willi A. Herrmann, Heinrich Weidemann und Peter Schlewski schufen die Filmbauten.
Es singen das Cornell-Trio, Die Novalis, Das Sunshine Quartett und Die Waldos.

## Kritik
Im Lexikon des Internationalen Films heißt es: „Anspruchslos-seichtes Lustspiel, schauspielerisch gut besetzt.“